# Rilhac-Xaintrie
Rilhac-Xaintrie település Franciaországban, Corrèze megyében. Lakosainak száma 306 fő (2022. január 1.). Rilhac-Xaintrie Barriac-les-Bosquets, Pleaux, Auriac, Saint-Julien-aux-Bois és Soursac községekkel határos.

## Népesség
A település népessége az elmúlt években az alábbi módon változott:
| Lakosok száma | 537  | 439  | 330  | 317  | 328  | 305  | 300  | 302  | 307  | 306  |
|               | 1968 | 1982 | 1999 | 2006 | 2011 | 2015 | 2017 | 2018 | 2020 | 2022 |